# Suc-et-Sentenac
Suc-et-Sentenac era una comuna francesa que estaba situada en el departamento de Ariège, de la región de Occitania, que el 1 de enero de 2019 pasó a formar parte de la comuna nueva de Val-de-Sos como comuna delegada.

## Historia
Fue creada entre 1790 y 1794 con la unión de las comunas de Sentenac y Suc.

## Demografía
| Gráfica de evolución demográfica de Suc-et-Sentenac entre 1800 y 2016 |
|                                                                       |

Los datos demográficos contemplados en este gráfico de la comuna de Suc-et-Sentenac se han cogido de 1800 a 1999 de la página francesa EHESS/Cassini, y los demás datos de la página del INSEE.